# Standing Sex
A Standing Sex az X japán heavymetal-együttes hetedik kislemeze, mely 1991. október 25-én jelent meg a Sony kiadásában. A lemez 4. volt az Oricon slágerlistáján és 16 hétig szerepelt rajta. 1991 novemberében aranylemez lett. A címadó dal az együttes egyetlen nagylemezén sem jelent meg, a dalszöveget pedig Yoshiki írta Igarasi Mijuki álnéven.

## Számlista
|    | Cím                    | Dalszöveg      | Zene    | Hossz |
| -- | ---------------------- | -------------- | ------- | ----- |
| 1. | Standing Sex           | Igarasi Mijuki | Yoshiki | 4:23  |
| 2. | Joker (Edited Version) | hide           | hide    | 4:58  |

## Közreműködők
- Toshi – vokál
- Pata – gitár
- hide – gitár
- Taiji – basszusgitár
- Yoshiki – dobok, zongora

További közreműködők
- Társproducer: Cuda Naosi
- Keverés: Rich Breen
- Művészeti vezető és design: Izumiszava Micuo
- Borítófénykép: Kato Maszanori, Ikeda Micsihiro, Canno Hideo

## Fordítás
Ez a szócikk részben vagy egészben  a   Standing Sex című angol Wikipédia-szócikk fordításán alapul.  Az eredeti cikk szerkesztőit annak laptörténete sorolja fel. Ez a jelzés csupán a megfogalmazás eredetét és a szerzői jogokat jelzi, nem szolgál a cikkben szereplő információk forrásmegjelöléseként.